# Trisat
Trisat je bil nanosatelit za opazovanje Zemlje, izdelan v sklopu istoimenskega slovenskega programa na Univerzi v Mariboru.
Izstreljen je bil 3. septembra 2020 iz Francoske Gvajane, od koder ga je po več prestavitvah v vesolje ponesla nosilna raketa Vega. Prva uspešna komunikacija med satelitom in zemeljsko postajo v Mariboru je bila vzpostavljena 3. septembra 2020 ob 12:20 po lokalnem času. Znanstveni cilj misije je bil osredotočen na oddaljeno zaznavanje zemeljskega površja z uporabo hiperspektralne kamere.
Trisat je deloval do konca septembra 2024, ko je zaradi zunanjih dejavnikov iztiril ter 29. septembra ponoči zgorel v atmosferi. Zaradi nepričakovano močnih Sončevih izbruhov, ki so s segrevanjem zgornjih plasti atmosfere povečali zračni upor, se je to zgodilo leto dni prej kot načrtovano.